# Barry Parker
Barry Parker (Cherterfield, Anglaterra, 18 de novembre de 1867) va ser un arquitecte i urbanista anglès. Va estudiar a la South Kensington School of Art de Londres i també va estudiar disseny d'interiors.
El 1896 es va associar amb Raymond Unwin. Parker va destacar per popularitzar el moviment Arts and Crafts, que va ser molt popular en l'inici del segle xx.
La seva contribució no obstant això és més important en el camp de l'urbanisme, on Parker va tenir oportunitat de projectar barris i ciutats, realitzant en la pràctica, a partir de 1902, el concepte de "Ciutats-Jardins", en les quals les àrees construïdes s'harmonitzen amb espais verds en una ambientació rural. Letchworth i Hampstead són exemples de ciutats construïdes sota aquest concepte.
Va treballar a Portugal i al Brasil, on va tenir participació en el projecte i implantació dels barris de Sao Paulo Jardim Amèrica, Alto da Lapa, Pacaembu i Butantã, però la influència de les idees de "Ciutat-Jardí" és sentida fins avui en projectes urbans en Brasil.
Barry Parker va morir el 1947.